# Lorenzo Jesús Morón García
Lorenzo Jesús Morón García (Marbella, Província de Màlaga, Andalusia, 30 de desembre de 1993), conegut com a Loren, és un futbolista professional andalús que juga com a davanter a l'Aris FC.

## Carrera de club
Loren va jugar en etapa juvenil pel CD Peña Los Compadres, la UD Marbella i el CD Vázquez Cultural. El 2012 signà contracte amb la Unión Estepona CF de Tercera Divisió, i hi va debutar com a sènior l'1 de setembre d'aquell any, en una derrota per 0–1 a casa contra el CD El Palo.
Loren va marcar el seu primer gol com a sènior el 30 de setembre de 2012, el tercer de l'equip en una victòria per 4–1 a casa contra el Vélez CF. El següent gener va tornar a Marbella, essent assignat al primer equip, a tercera divisió.
El 8 de juliol de 2014, després que l'equip hagués ascendit de categoria, Loren vou cedit al Vélez, de tercera divisió, per un any. El 29 de gener de l'any següent, va signar pel Reial Betis i fou assignat al Betis Deportivo de Segona Divisió B.
El 20 de juny de 2016, després de marcar 13 gols, però sense poder evitar el descens, Loren va renovar contracte fins al 2018. El 14 de maig de 2017, va marcar un hat-trick en una golejada per 7–1 a fora contra el CA Espeleño.
El 30 de gener de 2018, Loren va ampliar el contracte fins al 2021 i fou promocionat al primer equip, a La Liga. Va debutar com a professional el 3 de febrer, com a titular, i marcant un doblet, en una victòria per 2–1 contra el Vila-real CF. En els següents cinc partits, va marcar quatre cops més.
El 30 de juny de 2018, Loren va renovar contracte fins al juny de 2022. Va tenir un molt bon començament de temporada 2019–20, que el va portar a ser vinculat amb equips com el FC Barcelona, Tottenham Hotspur FC, SSC Napoli o AC Milan; de tota manera, va tornar a ampliar contracte amb els del Benito Villamarín fins al 2024, amb una clàsusla de rescissió de 50 milions d'euros.
El 25 d'agost de 2021, Loren fou cedit al RCD Espanyol per la temporada 2021–22. Va marcar-hi els seus primers gols el dia 1 de desembre en la primera ronda de la Copa del Rei, un hat-trick en una victòria per 3–2 contra el SD Solares-Medio Cudeyo càntabre.

## Vida personal
El pare de Loren, Lorenzo Morón Vizcaíno, també va ser futbolista. defensa central, va jugar principalment per la UD Salamanca i el Recreativo de Huelva.